# Notre-Dame-de-la-Garde

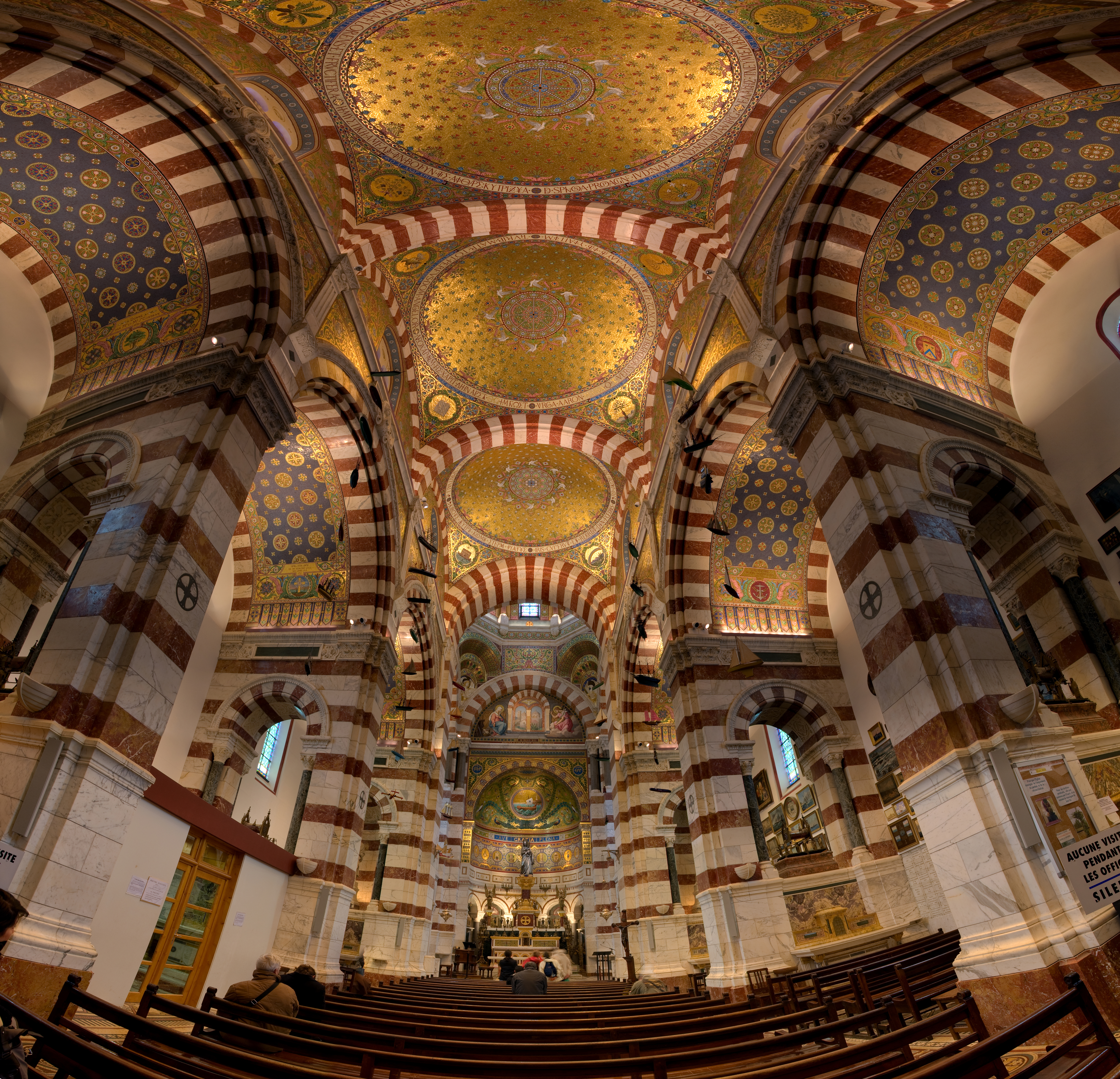
Interno

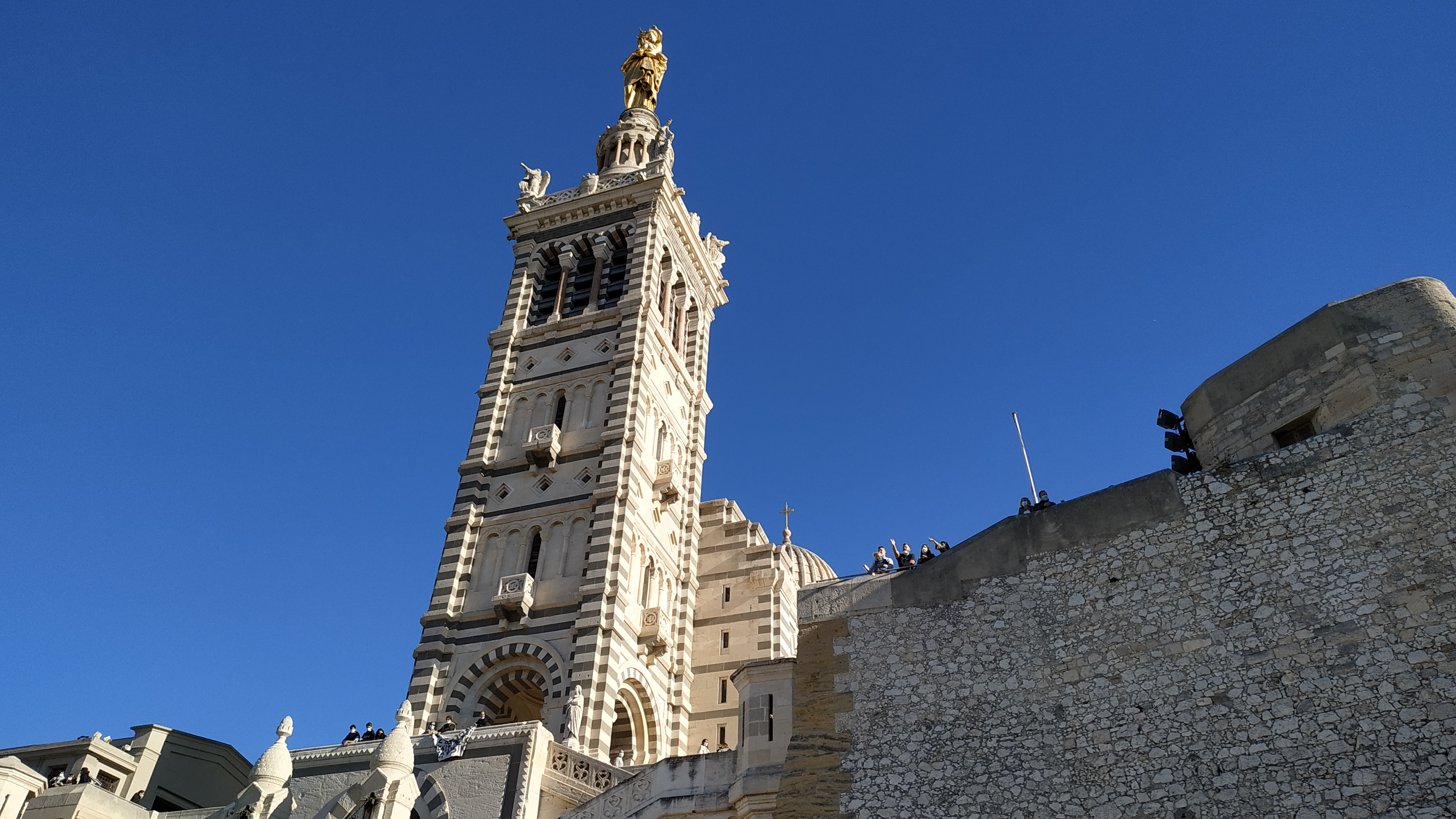
Notre-Dame de la Garde, l'esterno

La basilica di Nostra Signora della Guardia (in francese: Basilique Notre-Dame-de-la-Garde) è un importante luogo di culto di Marsiglia, situato nel punto più alto della città, a circa 162 metri sul livello del mare a sud del Porto vecchio.

## Storia
La basilica venne commissionata dal vescovo di Marsiglia Eugène de Mazenod e progettata dall'architetto Henri-Jacques Esperandieu. La costruzione cominciò nel 1853 nello stesso luogo in cui già esisteva una cappella del XIII secolo dedicata anch'essa a Nostra Signora della Guardia, protettrice dei marinai, per terminare nel 1864; ha dignità di basilica minore.
La basilica è inoltre meta di pellegrinaggio popolare ogni 15 agosto in occasione dell'Assunzione di Maria e molte delle sue pareti sono coperte da centinaia di ex voto come dipinti, targhe, modellini di barche, medaglie di guerra e persino magliette offerte dai giocatori e dai sostenitori dell'Olympique de Marseille, la squadra di calcio locale.

## Descrizione
La basilica è in stile neobizantino.
All'esterno, è preceduta da una lunga scalinata ed è sormontata da un campanile alto circa 60 metri, al di sopra del quale vi è una colossale statua della Vergine con il Bambino, opera dello scultore Eugène-Louis Lequesne, visibile da gran parte della città e in mare per chilometri. I marsigliesi la chiamano comunemente la "buona madre" (in francese: bonne mère).
L'interno della chiesa è a navata unica coperta da una volta a vela e affiancata da cappelle laterali. In fondo alla navata, vi è l'abside, costituita da una campata a pianta quadrata e coperta da una cupola e da una campata semicircolare. Al centro, vi è l'altare maggiore, sormontato dalla statua della Madonna della Guardia, in bronzo, posta sopra una colonna con capitello corinzio. Le volte, l'interno della cupola e il catino absidale sono decorati con mosaici su sfondo dorato.